# Small World (album de Metronomy)
Albums de Metronomy
Metronomy Forever
(2019)
Small World est le septième album studio du groupe indie pop anglais Metronomy. Il est sorti le 18 février 2022 chez Because Music,,.

## Réception critique
Small World a reçu des critiques généralement favorables de la part des critiques de musique.

### Critique anglophone
Chez Metacritic, qui attribue une note normalisée sur 100 aux critiques des publications grand public, l'album a reçu une note moyenne de 72, basée sur 11 critiques. Commentant la différence sonore de l'album par rapport aux précédents albums de Metronomy, NME a écrit que l'album "pourrait être le plus grand détournement de leur son de scène principal à ce jour, mais c'est l'un des plus sincères et des plus gratifiants".

### Critique francophone
L'album est noté 6,1 sur 10 chez Senscritique. L'album reçoit une note de 8 sur 10 chez Les oreilles curieuses. RTS.ch écrit : « Composé à la campagne dans une ferme du Devon durant la pandémie, "Small World" alterne les ballades contemplatives et les chansons euphoriques où cohabitent soleil et joie, mélancolie légère et allégresse printanière entre synthétiseurs et harmonies vocales. » Goute mes disques écrit: « Pour qui cherchera le regard de Joseph Mount en espérant y voir un confrère humain pris dans l’aventure du bonheur, c’est un disque à écouter et à réécouter, pas comme une claque dans le visage, mais comme le mot d’un⋅e ami⋅e dans sa poche, une petite joie à portée de main. »

## Liste des pistes
Toutes les paroles sont écrites par Joseph Mount, toute la musique est composée par Mount, except where noted.
| Small World track listing | Small World track listing             | Small World track listing | Small World track listing | Small World track listing | Small World track listing | Small World track listing | Small World track listing | Small World track listing | Small World track listing |
| No                        | Titre                                 | Durée                     |                           |                           |                           |                           |                           |                           |                           |
| ------------------------- | ------------------------------------- | ------------------------- | ------------------------- | ------------------------- | ------------------------- | ------------------------- | ------------------------- | ------------------------- | ------------------------- |
| 1.                        | Life and Death                        | 3:00                      |                           |                           |                           |                           |                           |                           |                           |
| 2.                        | Things Will Be Fine                   | 3:30                      |                           |                           |                           |                           |                           |                           |                           |
| 3.                        | It's Good to Be Back                  | 3:53                      |                           |                           |                           |                           |                           |                           |                           |
| 4.                        | Loneliness on the Run                 | 3:39                      |                           |                           |                           |                           |                           |                           |                           |
| 5.                        | Love Factory                          | 5:03                      |                           |                           |                           |                           |                           |                           |                           |
| 6.                        | I Lost My Mind                        | 5:05                      |                           |                           |                           |                           |                           |                           |                           |
| 7.                        | Right on Time                         | 3:44                      |                           |                           |                           |                           |                           |                           |                           |
| 8.                        | Hold Me Tonight (with Porridge Radio) | 3:31                      |                           |                           |                           |                           |                           |                           |                           |
| 9.                        | I Have Seen Enough                    | 3:32                      |                           |                           |                           |                           |                           |                           |                           |
| 34:57                     |                                       |                           |                           |                           |                           |                           |                           |                           |                           |

- Tous les morceaux sauf "Life and Death" et "Love Factory" sont stylisés en commençant par une majuscule, mais les autres sont en minuscules.

| Small World (Special Edition) track listing | Small World (Special Edition) track listing | Small World (Special Edition) track listing | Small World (Special Edition) track listing | Small World (Special Edition) track listing | Small World (Special Edition) track listing | Small World (Special Edition) track listing | Small World (Special Edition) track listing | Small World (Special Edition) track listing | Small World (Special Edition) track listing |
| No                                          | Titre                                       | Remixer                                     | Durée                                       |                                             |                                             |                                             |                                             |                                             |                                             |
| ------------------------------------------- | ------------------------------------------- | ------------------------------------------- | ------------------------------------------- | ------------------------------------------- | ------------------------------------------- | ------------------------------------------- | ------------------------------------------- | ------------------------------------------- | ------------------------------------------- |
| 1.                                          | Life and Death                              | Porij                                       | 2:41                                        |                                             |                                             |                                             |                                             |                                             |                                             |
| 2.                                          | Things Will Be Fine                         | PPJ                                         | 3:31                                        |                                             |                                             |                                             |                                             |                                             |                                             |
| 3.                                          | It's Good to Be Back                        | Panic Shack                                 | 3:15                                        |                                             |                                             |                                             |                                             |                                             |                                             |
| 4.                                          | Loneliness on the Run                       | - Nadeem Din-Gabisi - Tony Njoku            | 4:06                                        |                                             |                                             |                                             |                                             |                                             |                                             |
| 5.                                          | Love Factory                                | Katy J Pearson                              | 5:21                                        |                                             |                                             |                                             |                                             |                                             |                                             |
| 6.                                          | I Lost My Mind                              | Jessica Winter                              | 4:08                                        |                                             |                                             |                                             |                                             |                                             |                                             |
| 7.                                          | Right on Time                               | Haich Ber Na                                | 3:21                                        |                                             |                                             |                                             |                                             |                                             |                                             |
| 8.                                          | Hold Me Tonight                             | Bolis Pupul                                 | 3:24                                        |                                             |                                             |                                             |                                             |                                             |                                             |
| 9.                                          | I Have Seen Enough                          | Sébastien Tellier                           | 3:32                                        |                                             |                                             |                                             |                                             |                                             |                                             |
| 33:19                                       |                                             |                                             |                                             |                                             |                                             |                                             |                                             |                                             |                                             |

- Tous les morceaux sauf "Life and Death" et "Love Factory" sont stylisés en commençant par une majuscule, mais les autres sont en minuscules.

## Personnel
- Joseph Mount – batterie, guitare basse, Roland Juno 60, orgue Yamaha D85, Roland System 100, production
- Oscar Cash – piano, guitare acoustique, guitare électrique, orgue Yamaha D85
- Raven Bush – cordes (7, 8)
- Dana Margolin – chant (8)
- Ash Workman – production, mixage
- Matt Colton – mastering
- Kate Mount – photographie de pochette
- Hazel Gaskin – Photographie de métronomie
- La presse typographique – cdesign